# Simulium stenophallum
Simulium stenophallum är en tvåvingeart som beskrevs av Terteryan 1952. Simulium stenophallum ingår i släktet Simulium och familjen knott. Inga underarter finns listade i Catalogue of Life.